# Charles-Louis Lasalle
 (septembre 2012).
Pour les articles homonymes, voir La Salle.
Charles-Louis La Salle est un peintre et sculpteur français né à Hanoï en 1938.

## Biographie
Né en 1938 à Hanoï. Enfance en Indochine et adolescence en Afrique.
Arts Déco à Paris où il s’est installé à l’âge de 18 ans.
Voyage en Europe sur les traces de sa culture.
Charles-Louis La Salle fut découvert par Louis Aragon en 1977. 
"Le peintre LA SALLE, mon troisième choc après MATISSE et PICASSO" ou encore "Ne lui demandez pas ce qu’il peint, vous n’avez qu’à regarder."[réf. nécessaire]
Il s’installe en Provence en 1966.
Influences de la statuaire bourguignonne, des primitifs flamands et des géants de la Renaissance italienne.
Peintre, sculpteur, il pratique aussi la gravure, le dessin et la lithographie.
Son côté baroque flamboyant va aussi l’entraîner dans l’aventure du théâtre et de l’opéra. Il écrit plusieurs œuvres, réalise décors, costumes et mises en scène. Il est membre du jury du Festival d’Avoriaz (en 1989) qui utilise une de ses toiles comme couverture du programme.
Reçoit les prix de « l’Académie des Sciences, des Lettres et des Arts de Marseille » (en 1980), celui d’ « Art Contemporain de Monte Carlo » (en 1986) et celui de « La Fondation Jules Verne » (en 1989).
Après plusieurs années passées sur les rivages de la Méditerranée, il découvre les splendeurs de la Provence antique.
Il décide alors de tout quitter pour s’installer sur les bords du Rhône. Dans un ancien couvent, il va reconstruire son environnement idéal à son image et à celle de son œuvre. Plus qu’une demeure, une œuvre. Il s'installe au domaine AMEN à Meynes.
Depuis ce nouveau lieu de vie et de création, il renoue avec sa latinité qui est l’une des composantes essentielles de son identité culturelle.
Voyage à nouveau beaucoup de par le monde. Découvre le Pacifique et Tahiti, la « Nouvelle Cythère » selon Bougainville.
Il se remet à l’écriture au travers de poèmes et autres textes de chansons ainsi qu'à la sculpture.
Après les années italiennes, sa couleur change peu à peu. Désormais la palette du peintre tend vers le solaire.